# Alessandro Focosi
Alessandro Focosi (Milano, 4 giugno 1836 – Milano, 1º febbraio 1869) è stato un pittore italiano.

## Biografia
Figlio del pittore e illustratore Roberto Focosi, completa la sua formazione presso l'Accademia di Belle Arti di Brera, allievo di Francesco Hayez. Vincitore di numerosi premi accademici, grazie ad una borsa di studio dell'Accademia compie un viaggio di studio che lo conduce a Firenze, Roma e Torino tra il 1858 e il 1860. Nel corso degli anni Sessanta si specializza nell'esecuzione di soggetti storico-letterari di impronta romantica che ottengono vasti consensi e riconoscimenti ufficiali. Nel 1863 è nominato socio onorario dell'Accademia di Belle Arti di Brera. Partecipa alla Promotrice di Torino e alle rassegne annuali braidensi, ma le sue opere sono presenti anche all'Esposizione Universale di Parigi del 1867 e all'Esposizione Generale di Belle Arti di Monaco del 1869.